# Hirtodrosophila manonoensis
Hirtodrosophila manonoensis är en tvåvingeart som först beskrevs av Harrison 1954.  Hirtodrosophila manonoensis ingår i släktet Hirtodrosophila och familjen daggflugor. Inga underarter finns listade i Catalogue of Life.